# جوانا كوبر
جوانا كوبر هي لاعبة بولينغ كندية، ولدت في 3 ديسمبر 1983 في كالغاري في كندا.